# Eva Marree Kullander Smith
Eva Marree Kullander Smith (Suècia, 24 d'abril de 1986 - Västerås, Västmanland, 11 de juliol de 2013), també coneguda com Petite Jasmine, va ser una dona sueca que va perdre la custòdia dels seus dos fills a favor del seu ex-xicot abusiu quan les autoritats del seu país es van assabentar que, durant dues setmanes, va estar treballant com a prostituta. Arran d'aquest succés, es va convertir en activista pels drets de les treballadores sexuals, sent assassinada en 2013 pel seu ex-xicot. El seu assassinat va provocar protestes contra el model nòrdic i contra la violència cap a les prostitutes per part de grups de suport a treballadores sexuals a tot el món.

## El seu cas
Després de separar-se del seu xicot abusiu amb dos nens petits, Kullander Smith va treballar durant dues setmanes com escort, venent serveis sexuals a un total de cinc clients. Una cosina seva, a qui ella li havia explicat sobre l'experiència, va informar les autoritats sueques. A causa de la seva ocupació com a prostituta, els serveis socials suecs es van emportar als seus dos fills i els van portar amb el seu ex xicot, argumentant que "ella mancava de perspicàcia i no s'adonava que el treball sexual era una forma d'autolesió". Des d'aquell moment, a Eva Marree no se li permité veure als seus fills.
Kullander Smith es va convertir en activista i membre de la junta de l'organització sueca de drets de les treballadores sexuals Rose Alliance, lluitant contra de l'estigma de les prostitutes.
Va ser a judici i finalment va poder obtenir una visita al seu fill. Es van citar l'11 de juliol de 2013, en una estació de serveis socials a Västerås, estant també presents dues assistentes socials i el seu ex-xicot. L'ex-xicot de Kullander Smith es va posar violent i la va apunyalar fins a la mort, ferint també una de les treballadores socials.

## Conseqüències
Arran de l'assassinat de Kullander Smith i del de Dora Özer, una prostituta turca transgènere que va ser assassinada al mateix temps, va haver-hi protestes enfront de les ambaixades de Suècia i Turquia per part de grups de suport a les treballadores sexuals en 36 ciutats de quatre continents.
Al novembre de 2013, l'ex-xicot de Kullander Smith, Joel Kabagambe, va ser condemnat a 18 anys de presó per assassinat i intent d'assassinat. La defensa havia argumentat que el fet va ser degut a un trastorn de la personalitat mal medicat.
Posteriorment, Rose Alliance va crear el Premi Jasmine en memòria de Kullander Smith, un premi anual que s'atorga a les persones "que contribueixen activament a millorar els drets de les treballadores sexuals i que treballen contra l'estigma, la discriminació i la violència".  El documental francès d'Ovidie de 2018 Là où les putains n'existent pas ("On no existeixen les prostitutes") descriu el seu cas amb entrevistes a la seva mare, el seu advocat i material d'arxiu del seu activisme. La pel·lícula acaba amb la declaració que, fins al dia d'avui, a la mare de Kullander Smith no se li ha permès conèixer als seus nets i que no sap on viuen actualment.